# Мая Келиян
Мая Бедрос Келиян е българска социоложка, професор в Българска академия на науките.

## Биография
Родена е на 18 май 1957 г. в Пловдив. През 1979 г. завършва философия, профил по социология в Софийския университет. Специализира в Университета в Есекс, Великобритания (1993); Университета на Киото (1994 – 1995, 2004 – 2005, 2012 – 2013), Технологичния университет (1997 – 1998), Международния център за японски изследвания в Киото, Япония (2015 – 2016); Университета на Хонконг за изследване на Китай (2006); Националния университет Джънджъ в Тайпе (2014). От 1990 г. е кандидат на науките, през 1991 г. става научен сътрудник, от 2000 г. е старши научен сътрудник II степен, от 2009 г. – доктор на науките, а от 2011 г. професор в Института по социология при Българска академия на науките. През 2008 г. е ръководител секция „Общности и социална стратификация" в института.
Работи в областта на социалната стратификация, локалните общности, моделите на потребление, стила на живот и социалните структури в сравнителна перспектива: България, Япония, Китай и Тайван.
Преподавател е в Югозападния университет в Благоевград (1998 – 2001); Софийския университет (2001 – 2002, 2006—) и в Бургаския свободен университет (2002 – 2003).
Член е на Изследователски комитети 28 „Социална стратификация" към Международната социологическа асоциация (RC 28 Social Stratification at ISA, 1991—) и 13 „Социология на свободното време" към Международната социологическа асоциация (RC 13 Sociology of Leisure at ISA) (2007-); European Association of Rural Sociology (1991—); European Association for Japanese Studies (EAJS) (1995-).